# Het stenenbeenprobleem
Tom Poes en het stenenbeen-probleem of kortweg Het stenenbeenprobleem, zonder streepje is het 76ste verhaal uit de Bommelsaga, geschreven en getekend door Marten Toonder. Het verhaal verscheen voor het eerst op 10 augustus 1957 in de Nieuwe Rotterdamse Courant en liep tot 7 oktober van dat jaar. Thema: Geestelijk conservatisme leidt tot lichamelijke verstening.

## Samenvatting
Heer Bommel krijgt last van een 'versteende' voet. Op doktersadvies gaat hij met Tom Poes naar een kuuroord, maar daar gaat ook zijn andere voet verstenen. Dokter Slagslager weet heer Bommel voor veel geld diverse 'hulpmiddelen' aan te smeren. Maar heer Bommel geneest op een andere manier. De kwakzalver vindt natuurlijk dat het door hem komt, en is teleurgesteld dat hij nog steeds van niemand één échte dankbetuiging heeft gekregen.

## Voetnoten
1. ↑   Op 11 juli 1957 daarvoor was een "Open brief van Heer Bommel" gepubliceerd in de Nieuwe Rotterdamse Courant. Hierin beklaagde de kasteelheer zich over de vakantieperiode van zijn biograaf Marten Toonder. In de periode 11 juli tot 10 augustus werd het verslag van zijn wederwaardigheden namelijk opgeschort. Volgens heer Bommel zijn goede vader was vakantie een voorrecht voor heren.